# Tchô !
Pour l’article homonyme, voir Tchô.
 (octobre 2018).
Si vous disposez d'ouvrages ou d'articles de référence ou si vous connaissez des sites web de qualité traitant du thème abordé ici, merci de compléter l'article en donnant les références utiles à sa vérifiabilité et en les liant à la section « Notes et références ».
Tchô ! est un magazine de prépublication de bande dessinée, publié d'octobre 1998 à janvier 2013. Il se vendait initialement sous forme de grande feuille composée de quelques bandes dessinées et de jeux avec un gadget, puis le format est doublé en hauteur. 
En 2003, Tchô ! devient un magazine de 60 pages, mais sa publication s'interrompt en 2013. Il paraît de nouveau en tant que trimestriel sous le nom de SuperTchô ! en 2018 mais la nouvelle formule s'interrompt en 2020, après seulement cinq numéros.

## Historique
Le magazine Tchô ! apparaît pour la première fois en 1998. Créé par Zep et Jean-Claude Camano, un numéro 0 du « plus petit journal de la planète », comme il se définit lui-même, est inséré dans le septième album de la série Titeuf, Le Miracle de la vie, publié en août 1998. Puis le magazine paraît en kiosque dès octobre 1998.
En janvier 2004, le Festival international de la bande dessinée d'Angoulême propose L'Expo Tchô !.
L'éditeur Fleurus presse ne trouvant pas de repreneur au titre, le 164e et dernier numéro est publié fin janvier 2013, sous la forme d'un numéro spécial où plusieurs dizaines d'auteurs ayant contribué au magazine illustrent leur version de Tchô ! sous la forme d'une couverture et d'une page de contenu.
En 2018, Tchô ! revient sous le nom de SuperTchô ! ; devenu un trimestriel de 192 pages, il comporte des héros tels que Titi Poussin ou Blow, ainsi que des jeux, le Tchôssier racontant l'aventure du magazine et d'anciennes séries. La version SuperTchô ! présente des séries comme Blow, Titi Poussin ou encore Irena. Le périodique affiche le slogan : « Liberté, Jeunesse, Transmission ».

### Identité
Tchô ! est une expression habituelle du personnage de Titeuf, du numéro 1 au 52. Le logo n'a pas de couleurs spécifiques ; cette charte graphique est conservée dans tous les numéros à partir du numéro 53. Titeuf est à côté du logo et à partir du numéro 114, le logo change et Titeuf est allongé sur le logo. 

## Informations
- Éditeurs
  - Glénat (1998-2010)
  - Fleurus (2010-2013)
  - Glénat (2018 -)
- Directeur de la publication
  - Jacques Glénat (1998 - 2010)
- Rédacteurs en chef
  - Zep et Jean-Claude Camano (1 - 53)
  - Bruno Chevrier - Camano Conseil Éditorial (54 - 164)